# جنيفر ثورن
جنيفر إليزابيث ثورن هي طبيبة عيون وأمراض وبائية أمريكية. وهي أستاذة بروفيسورة في صليب العائلة لطب العيون وأستاذ الوبائيات الموجود بجامعة جونز هوبكنز.

## الجانب التعليمي

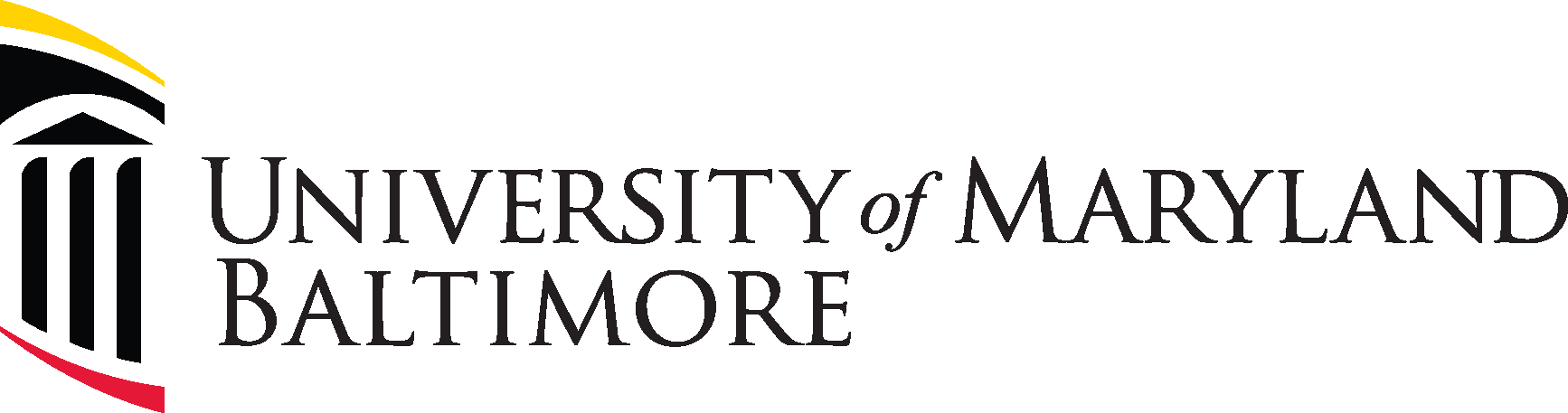
لوجو جامعة ماريلاند (بالتيمور)

تخرجت جنيفر عام 1991 بدرجة بكالوريوس علوم بامتياز مع مرتبة الشرف في كلية ويليام وماري ثم أكملت دكتوراه في الطب في كلية الطب بجامعة فيرجينيا عام 1996. كانت متدربة في الطب في جامعة ماريلاند(بالتيمور) من 1996 إلى 1997. ثم من 1997 إلى 2000 كانت مقيمة في معهد Scheie للعيون. كانت المقيمة الرئيسية من عام 1999 إلى عام 2000. أكملت جنيفر إليزابيث ثورن دكتوراه في الفلسفة في علم الأوبئة في عام 2006 من كلية جونز هوبكنز بلومبرج للصحة العامة. كانت أطروحتها بعنوان (فقدان حدة البصر بين مرضى الإيدز والتهاب الشبكية المضخم للخلايا في عصر العلاج المضاد للفيروسات الرجعية). كان مستشار الدكتوراه لها هو كيرتس مينيرت. 

## المسار الوظيفي
بدءًا من عام 2013 ، تحمل جنيفر إليزابيث ثورن موعدًا مشتركًا كأستاذة بروفيسورة في صليب العائلة لطب العيون في معهد ويلمر للعيون وأستاذ علم الأوبئة في مدرسة بلومبرج للصحة العامة. في ويلمر، جنيفر هي رئيسة قسم أمراض المناعة في العيون. 

## الحياة الشخصية
جنيفر ثورن هي عضو في مجتمع LGBT (مجتمع المثليات والمثليون ومزدوجي الميول الجنسية والمتحولون والمتحولات جنسيًا)وتشارك كمستشار في شبكة OUTList في جامعة جونز هوبكنز. 

## وصلات خارجية
- Jennifer Thorne publications indexed by Google Scholar